# Rua Nova (distrito)

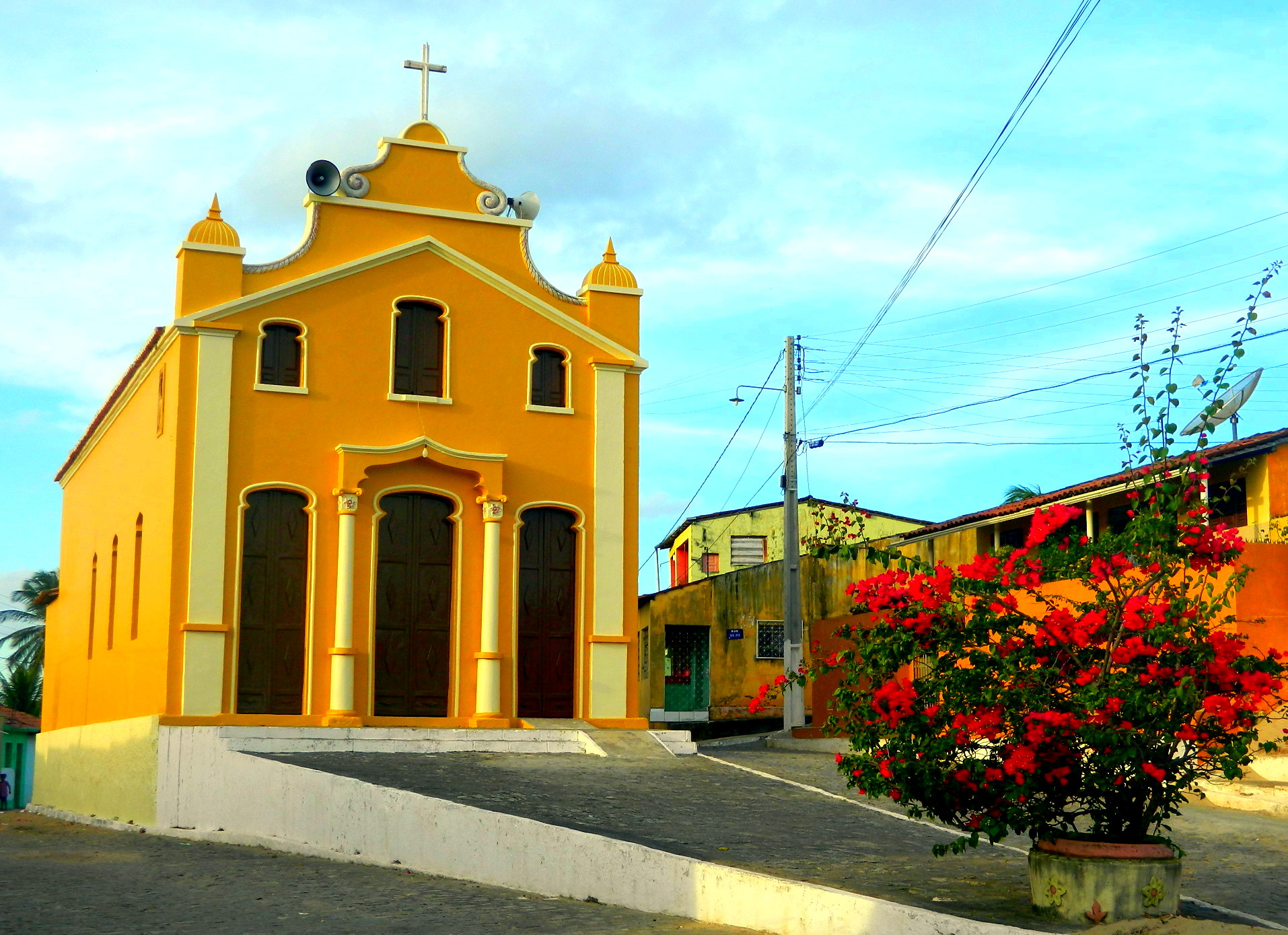
Capela Nossa Senhora da Pureza (Distrito de Rua Nova, Município de Belém da Paraíba).

Rua Nova é um distrito do município de Belém da Paraíba, a dois quilômetros de distância da sede municipal.
Está inserido no trevo rodoviário entre as rodovias PB-073, com destino ao Estado do Rio Grande do Norte, e a PB-105 em direção a Campina Grande. Segundo o Censo 2010 do IBGE (Instituto Brasileiro de Geografia e Estatística), o Distrito de Rua Nova possui uma população de 2.805 habitantes, sendo 1.422 (50,7%) homens e 1.383 (49,3%) mulheres.